# Таракшинойоки
Таракшинойоки — река в России, протекает по Муезерскому району Карелии.

## Общие сведения
Устье реки находится в 2,1 км от устья Омельянйоки по левому берегу. Длина реки составляет 19 км, площадь водосборного бассейна — 63,7 км². Река протекает через озеро Таракшино, перед устьем пересекает трассу 86К-176 («Тикша — Реболы»).

## Данные водного реестра
По данным государственного водного реестра России относится к Балтийскому бассейновому округу, водохозяйственный участок реки — Реки Карелии бассейна Балтийского моря на границе РФ с Финляндией, включая оз. Лексозеро. Относится к речному бассейну реки Реки Карелии бассейна Балтийского моря.
Код объекта в государственном водном реестре — 01050000112102000010105.